# (5374) Hokutosei
(5374) Hokutosei est un astéroïde de la ceinture principale.

## Description
(5374) Hokutosei est un astéroïde de la ceinture principale. Il fut découvert le 4 janvier 1989 à Kitami par Masayuki Yanai et Kazuro Watanabe. Il présente une orbite caractérisée par un demi-grand axe de 3,17 UA, une excentricité de 0,10 et une inclinaison de 12,3° par rapport à l'écliptique.
Il est nommé d'après le train Hokutosei (北斗星, littéralement Grande Casserole) qui reliait la gare de Ueno à celle de Sapporo, de 1988 à 2015.

## Compléments